# Podbřezí
Obec Podbřezí (německy Niederbirkicht) se nachází v okrese Rychnov nad Kněžnou, kraj Královéhradecký. Leží 12 km severozápadně od Rychnova nad Kněžnou a 28 km východně od Hradce Králové. V západní části obce prochází silnice I/14. Žije zde 597 obyvatel.

## Historie
První písemná zmínka o obci pochází z roku 1388.

## Pamětihodnosti
- Zámek Skalka
- Židovský hřbitov v Podbřezí[4]
- Socha Nejsvětější Trojice
- Socha Panny Marie
- Socha svatého Antonína
- Budova bývalé synagogy

## Části obce
- Podbřezí
- Chábory
- Lhota Netřeba

## Další fotografie

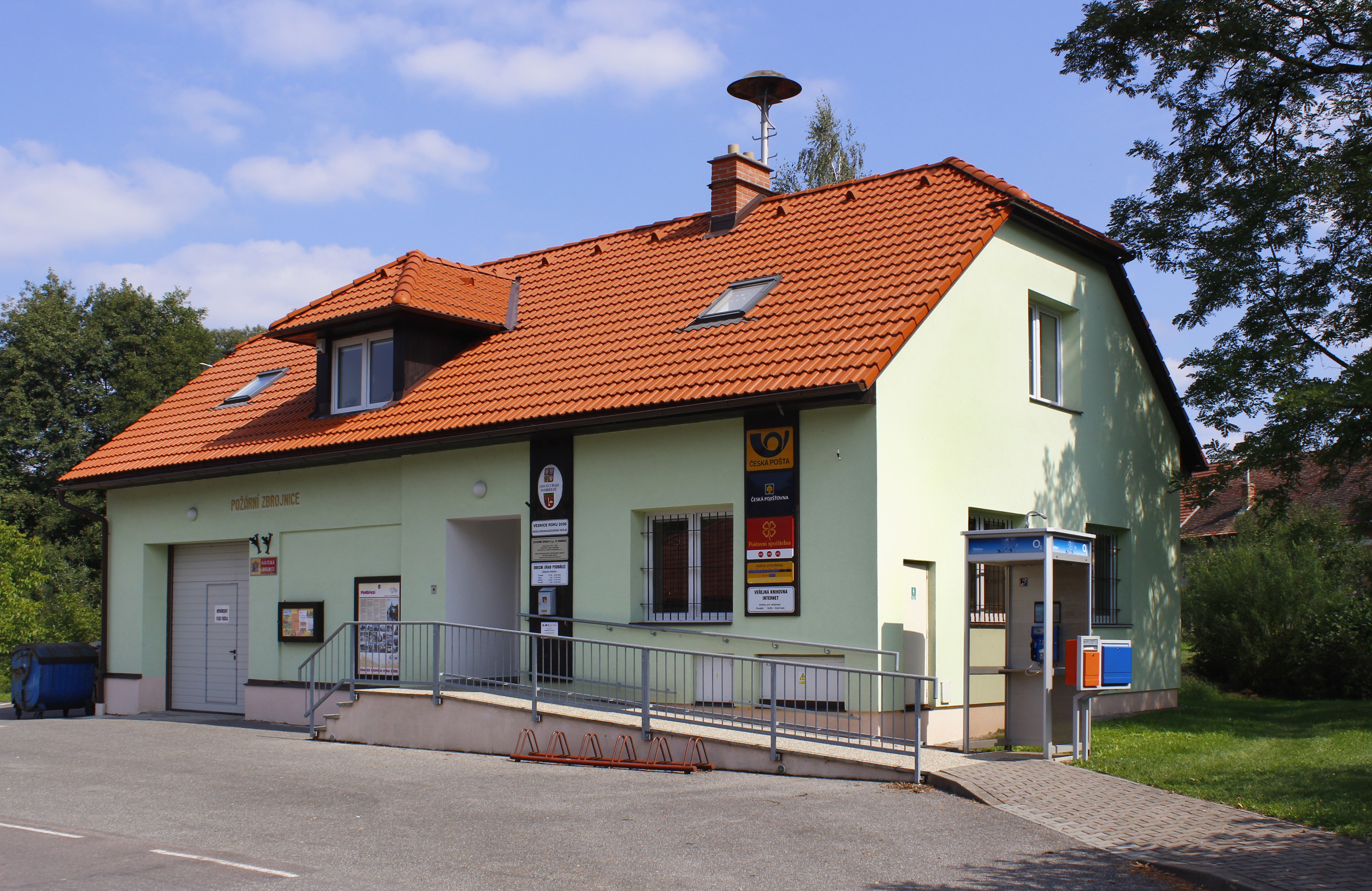
Obecní úřad s poštou
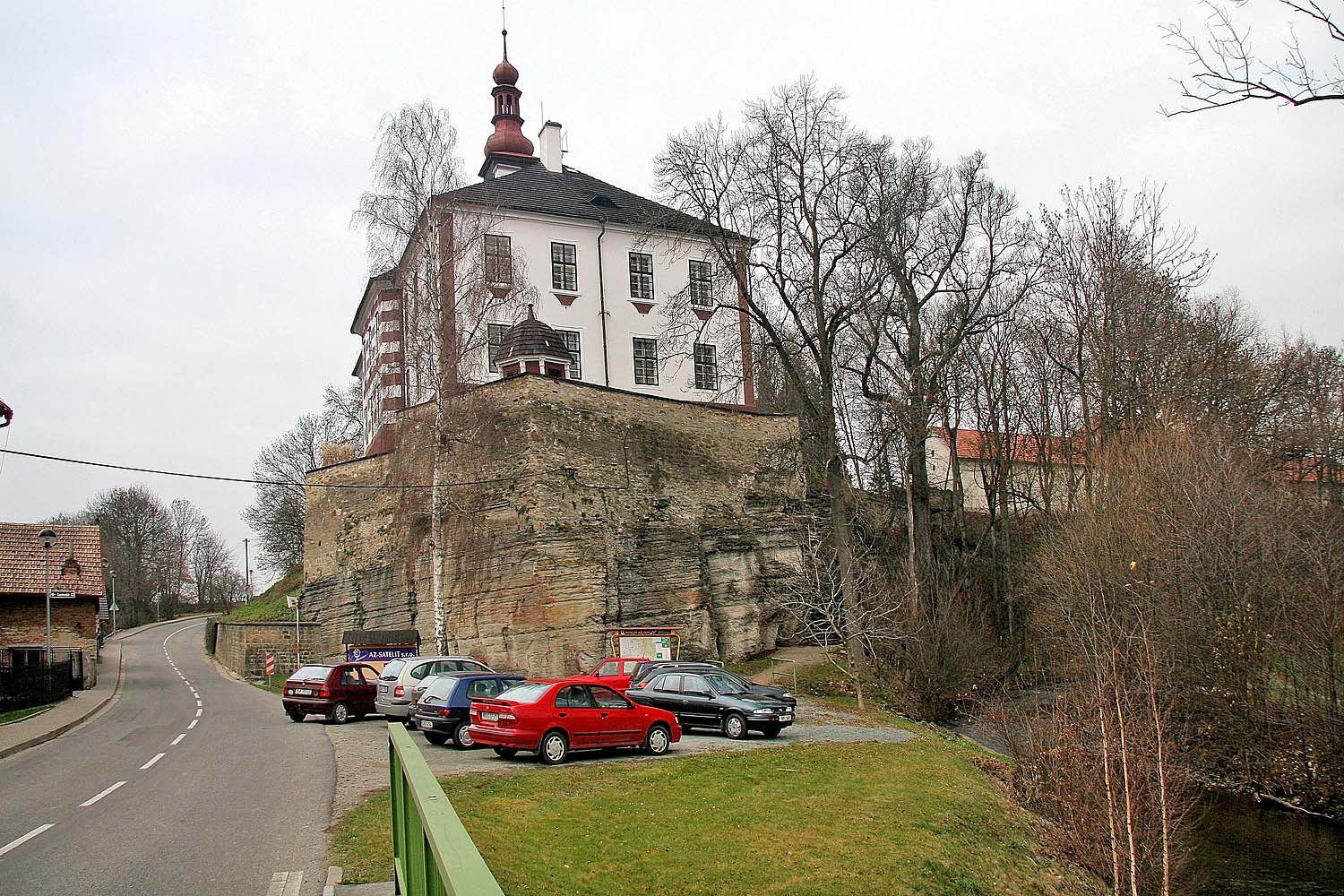
Zámek na podzim
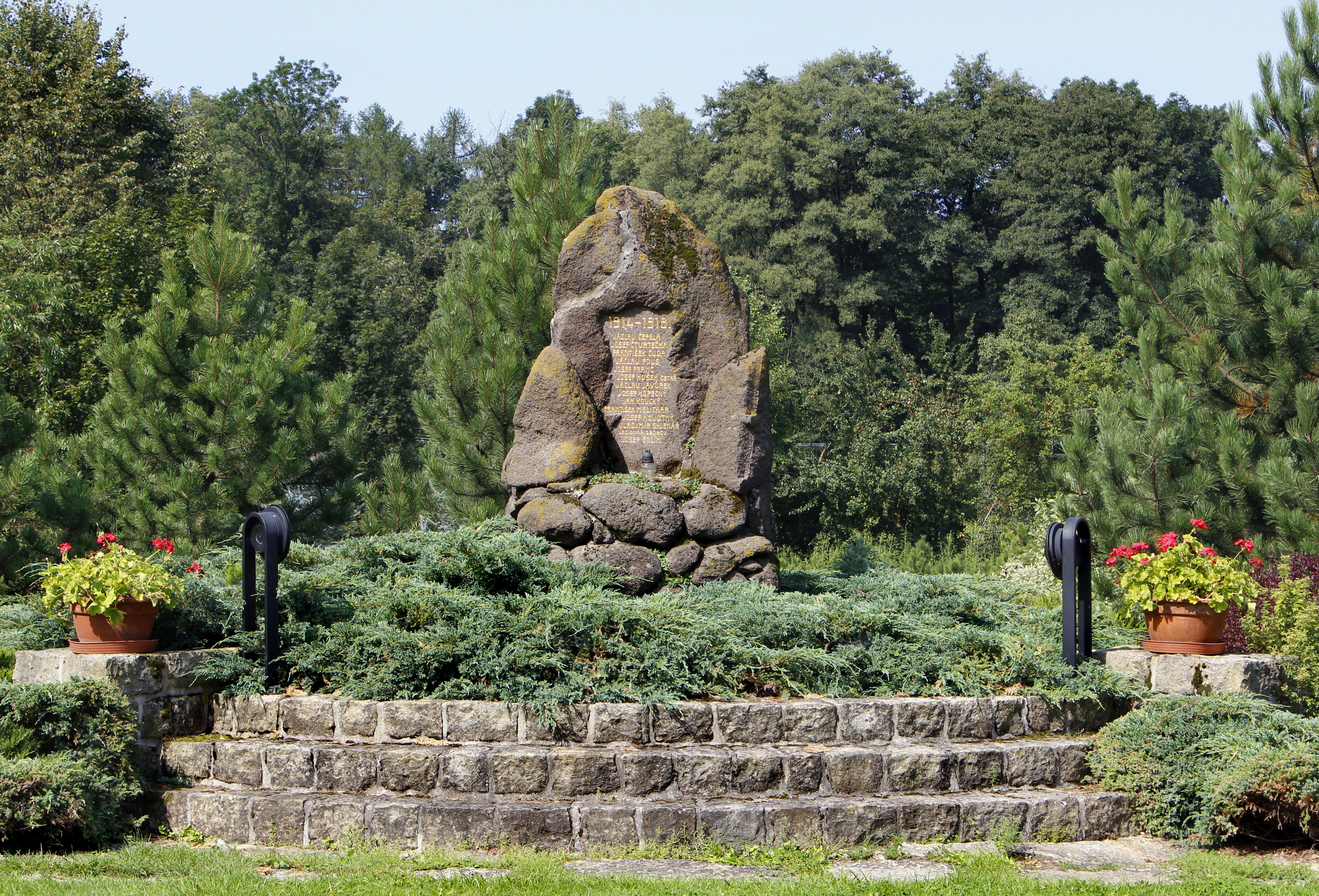
Pomník na návsi